# Большое Коростково
Большое Коростково — деревня в Кувшиновском районе Тверской области. Входит в состав Прямухинского сельского поселения.

## География
Находится в центральной части Тверской области на расстоянии приблизительно 20 км по прямой на юго-восток от города Кувшиново, административного центра района, на правом берегу речки Осуга.

## История
Была отмечена еще на карте Менде (состояние местности на 1848 год). В 1859 году здесь (сельцо Коросково Новоторжского уезда) было учтено 28 дворов. На карте 1941 года еще была отмечена как единая деревня Коростково. Позднее правобережная часть деревни выделилась в отдельную деревню Малое Коростково.

## Население
Численность населения составляла 254 человека (1859 год), 24 (русские 100 %) в 2002 году, 11 в 2010.